# Zieliński-Palast (Kielce)

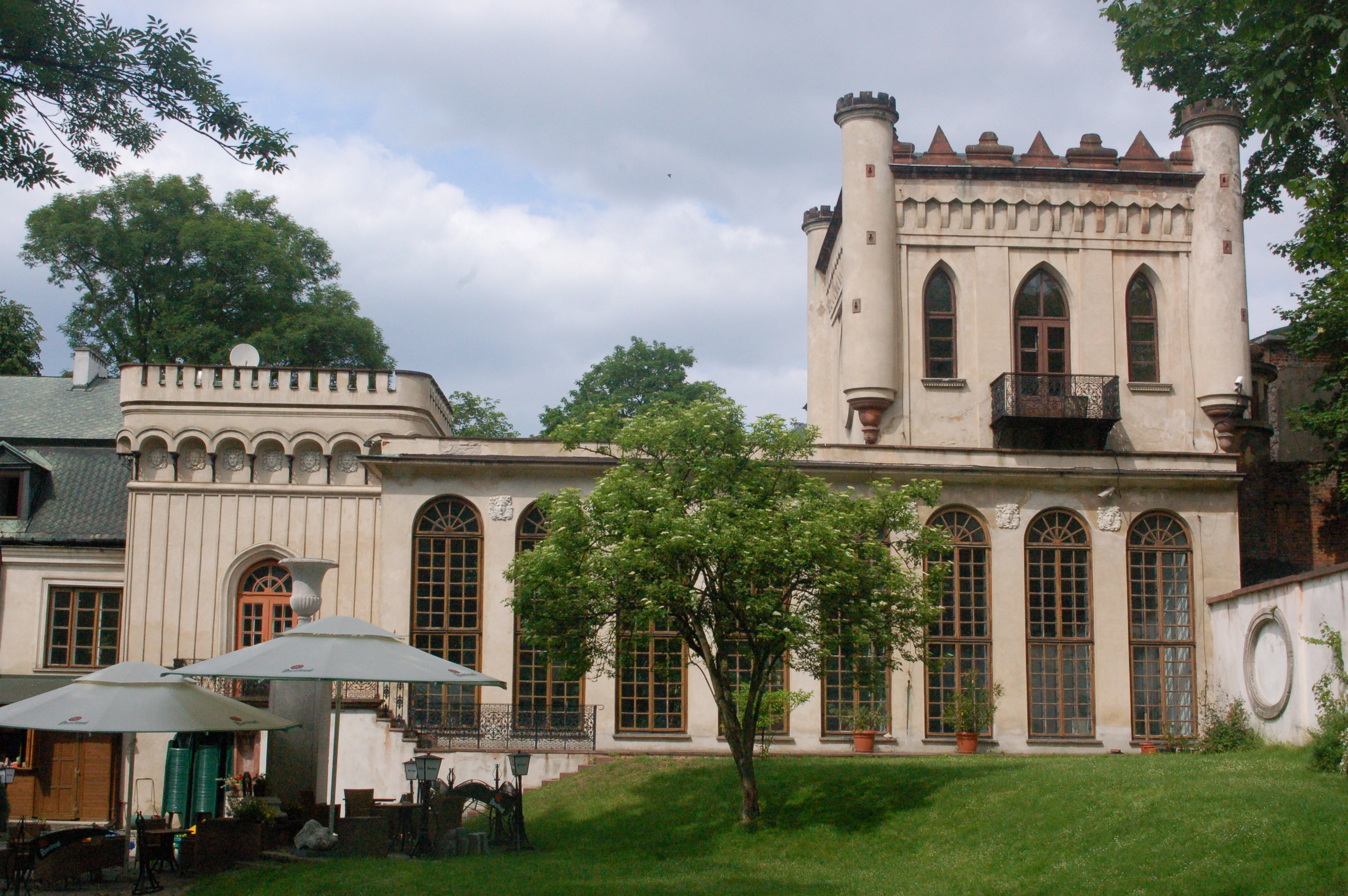
Ostwärtige Gartenfront des Palastes; Orangerie und Treppenhaus

Der Zieliński-Palast in der polnischen Stadt Kielce ist nach Tomasz Zieliński (1802–1858) benannt und befindet sich in der Innenstadt. Der Gebäudekomplex mit neogotischen Elementen ist Bestandteil der ehemaligen bischöflichen Residenzanlagen in Kielce. Er liegt an der Zamkowa-Straße zwischen dem ehemaligen Bischofspalast (im Norden) und dem „Park Stanislawa Staszica“ (im Süden). Er grenzt direkt an das ehemalige Gefängnis an und wird heute als „Dom Środowisk Twórczych“ (Haus der Künstler oder Haus der Kunst [genau: Haus des künstlerischen Umfelds]) genutzt.

## Ensemble
Die Anlage besteht aus dem älteren Haupthaus, dem sich in ostwärtiger Richtung ein neogotischer Anbau anschließt. Der Anbau besteht aus einem Turmgebäude, in dem ein Treppenhaus untergebracht ist, und einer verbindenden, kleinen Orangerie. Die Ausgestaltung der Gebäude enthält weiterhin Elemente des Klassizismus und der Neo-Renaissance. Insgesamt entsteht so ein romantischer Gesamteffekt.
Im Inneren des Palastes befinden sich heute ein Konzertsaal, ein Clubsaal, der „Poniatowski“- und der „Portrait-Saal“, ein Café/Restaurant, eine Bibliothek und die Orangerie. Im sich anschließenden parkähnlichen Garten befindet sich ein einstöckiges Gebäude mit Holzportika und eine Erinnerungssäule, die Künstlern des 19. Jahrhunderts gewidmet ist. In den Sommermonaten wird hier ein Außencafe betrieben. Der Garten wird zum „Stanislaw Staszica-Park“ von einer Mauer abgegrenzt, die teilweise mit Zinnen, Schießscharten und einem stilisierten Wehrtürmchen („Plotkarka“, auf Deutsch: Gerüchteerzähler) versehen ist.
Westlich wird der hintere Garten von einem weiteren zum Ensemble gehörenden Gebäude abgeschlossen. Im vorderen Garten stehen moderne Skulpturen.

## Geschichte

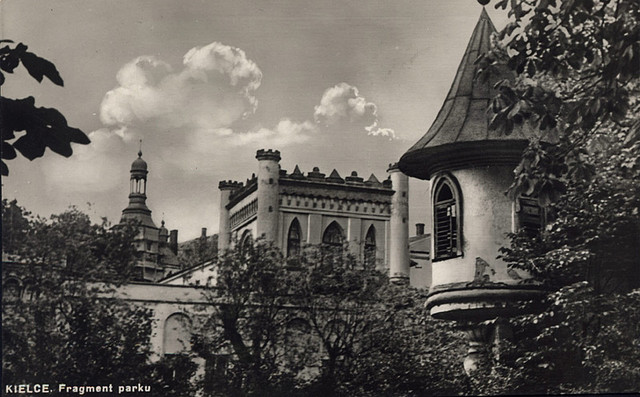
Die „Plotkarka“ vor den Türmen des Bischofspalastes auf einem historischen Foto

Der Palast steht auf dem Gelände des ehemaligen Gutshofes des bischöflichen Gebäudekomplexes. Hier befanden sich bis zum 18. Jahrhundert die bischöfliche Wäscherei, Stallungen und eine Reitschule. Erste Gebäude gab es an der Stelle schon im Jahr 1587; der Vorgänger des heutigen Palastes war vermutlich ein hölzernes Speichergebäude, welches später durch ein gemauertes Gebäude ersetzt wurde. Fundamente und Mauern bis zu 1,20 Metern Dicke im Erdgeschoss finden sich im heutigen Palast. Das Haus sowie angeschlossene Ställe fielen im Rahmen des Einzugs des bischöflichen Besitzes durch den Königlichen Rat Polens im Jahr 1819 an die Bergbau-Akademie.
Ab dem Jahr 1841 wurde das Gebäude an Janusz Trzetrzewiński, den damaligen Präsidenten des „Gesellschaft des Zivilgerichtes“ von Kielce (Towarzystwa Trybunału Cywilnego w Kielcach) übergeben. Im Folgejahr gelangte es in den Besitz des Bankdirektors Andrzej Suchecki, der es vermutlich ausbauen ließ. Von ihm erwarb der Kielcer Landrat Tomasz Zieliński das Anwesen am 1. Juni 1847. Bis zum Jahr 1851 ließ er das Gebäude erneuern.
Unter Zieliński, der ein großer Sammler und Förderer von Kunst und Kultur war, wurde das Anwesen zu einem Zentrum Kielcer Kulturschaffender. Künstler wie Józef Szermentowski, January Suchodolski, Wojciech Gerson und Franciszek Kostrzewski (1826–1911, war ein polnischer Maler, Zeichner und Karikaturist) verkehrten hier. Ein Museum entstand. Zieliński ließ einen romantischen Park anlegen und gestaltete die diesem Garten zugewandte Gebäudefassade sowie Elemente der Gartenmauer im Stil der Neo- und Pseudorenaissance (dazu gehörten die „Plotkarka“ sowie Schießscharten).
Nachdem Zieliński 1858 gestorben war, ging das Anwesen an seine Frau Teofila über. Die vererbte den Palast an ihren in Warschau lebenden Bruder Ludwik Andrzej Pietka, der das Objekt 1868 an den Kielcer Arzt Stefan Łuszczkiewicz verkaufte. Die nächsten Besitzer wurden das Ehepaar Antecki. Von ihnen kaufte 1907 der Glashüttenbesitzer Izydor Władysław Ziembiński das Anwesen.
Nachdem es in den 1920er Jahren zu Teilumbauten und einer Verschlechterung der Bausubstanz gekommen war, wurde bereits 1935 begonnen, den Zustand zur Zeit Zielińskis wiederherzustellen. Im Jahr 1972 wurde der Club der Kunstverbände („Klub Związków Twórczych“) untergebracht. Seit 1985 ist der Palast der Sitz der Kielcer Künstlerhauses („Domu Środowisk Twórczych“). Hier werden heute Konzerte, Ausstellungen und Konferenzen veranstaltet. Ein Restaurant wird betrieben und Gästezimmer werden angeboten.

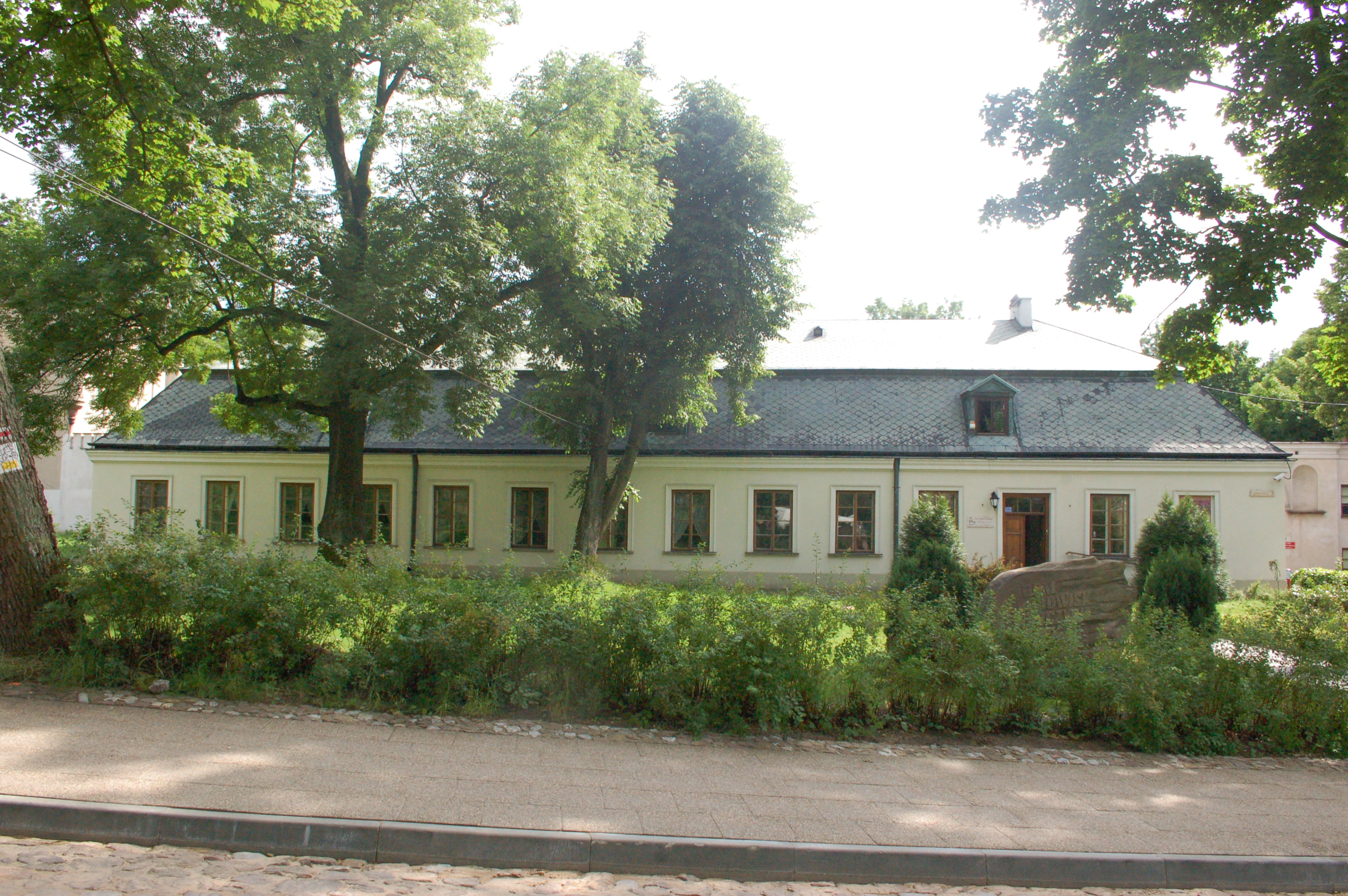
Vorderseite des klassizistischen Hauptgebäudes
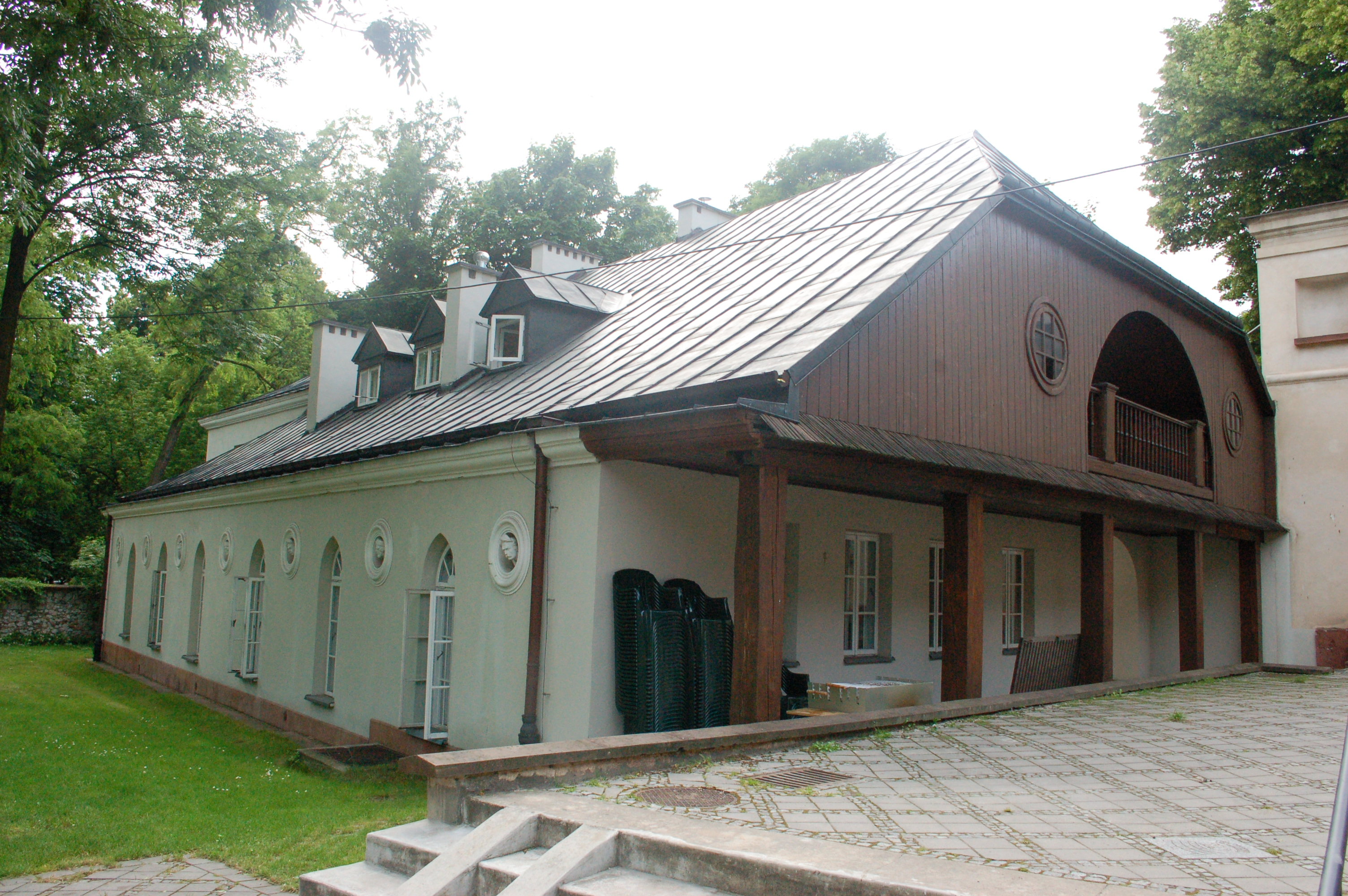
Nebengebäude im Park mit Holzportika
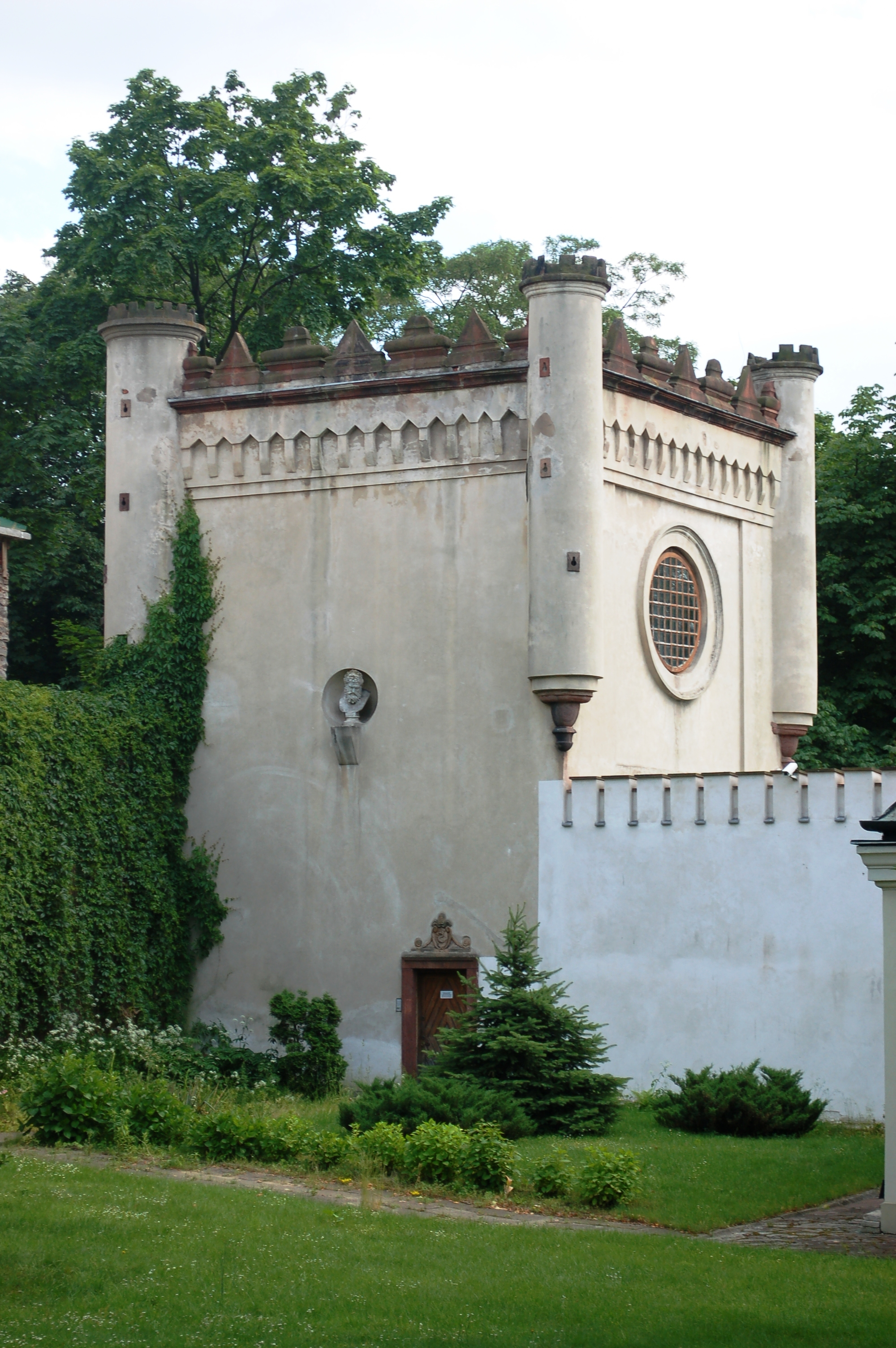
Neogotischer Turmanbau von der Frontseite
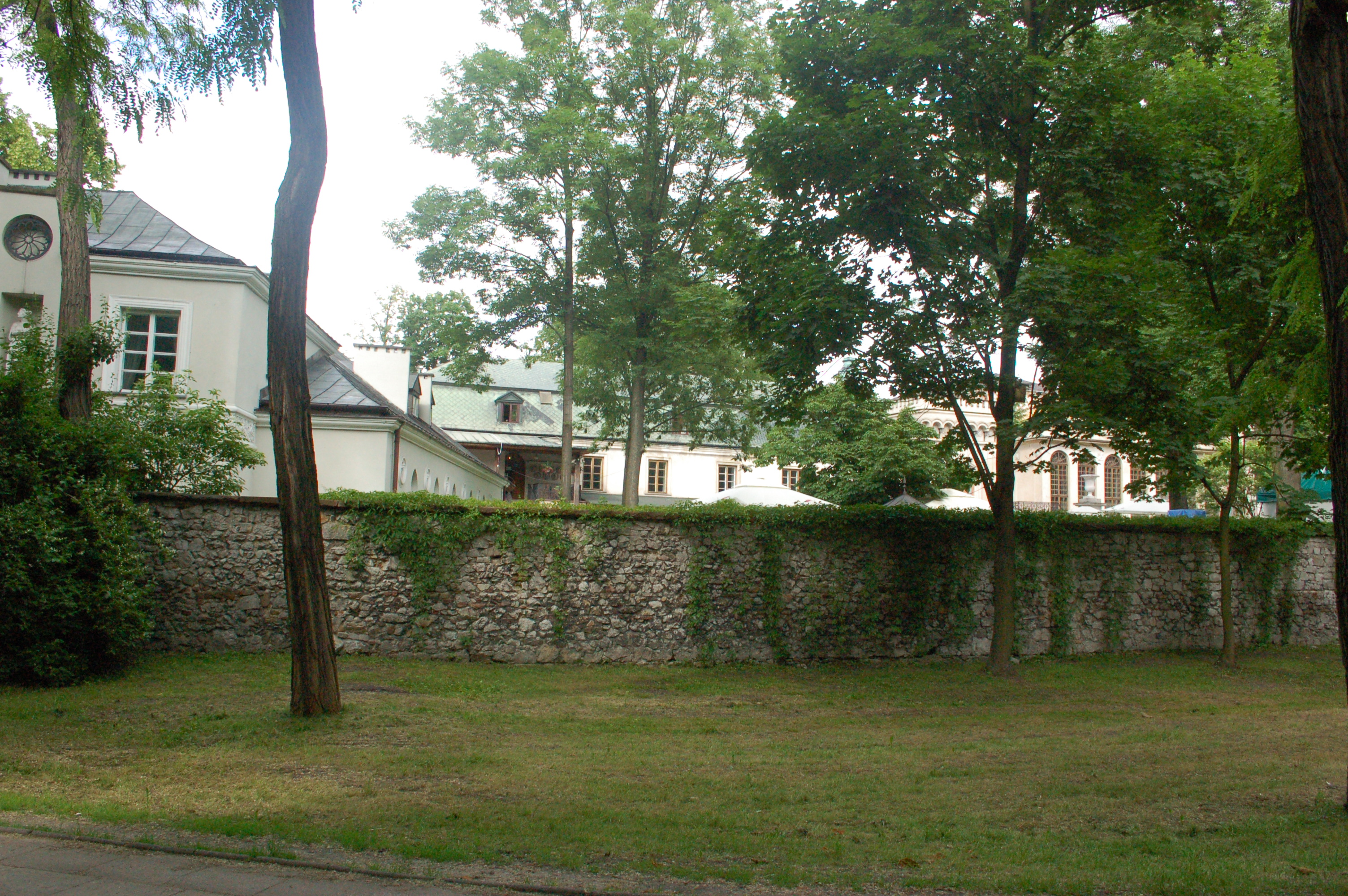
Blick vom öffentlichen Park auf den rückwärtigen Garten des Palastes